# Caio Fabbricio (Händel)
Caio Fabbricio, auch Cajo Fabricio oder Cajo Fabrizio (HWV A9) ist ein Dramma per musica in drei Akten. Das auf Johann Adolph Hasses gleichnamiger Oper basierende Stück ist eine Bearbeitung Georg Friedrich Händels und das zweite Pasticcio von gleich dreien in der Saison 1733/34 am Londoner Theater am Haymarket.

## Entstehung

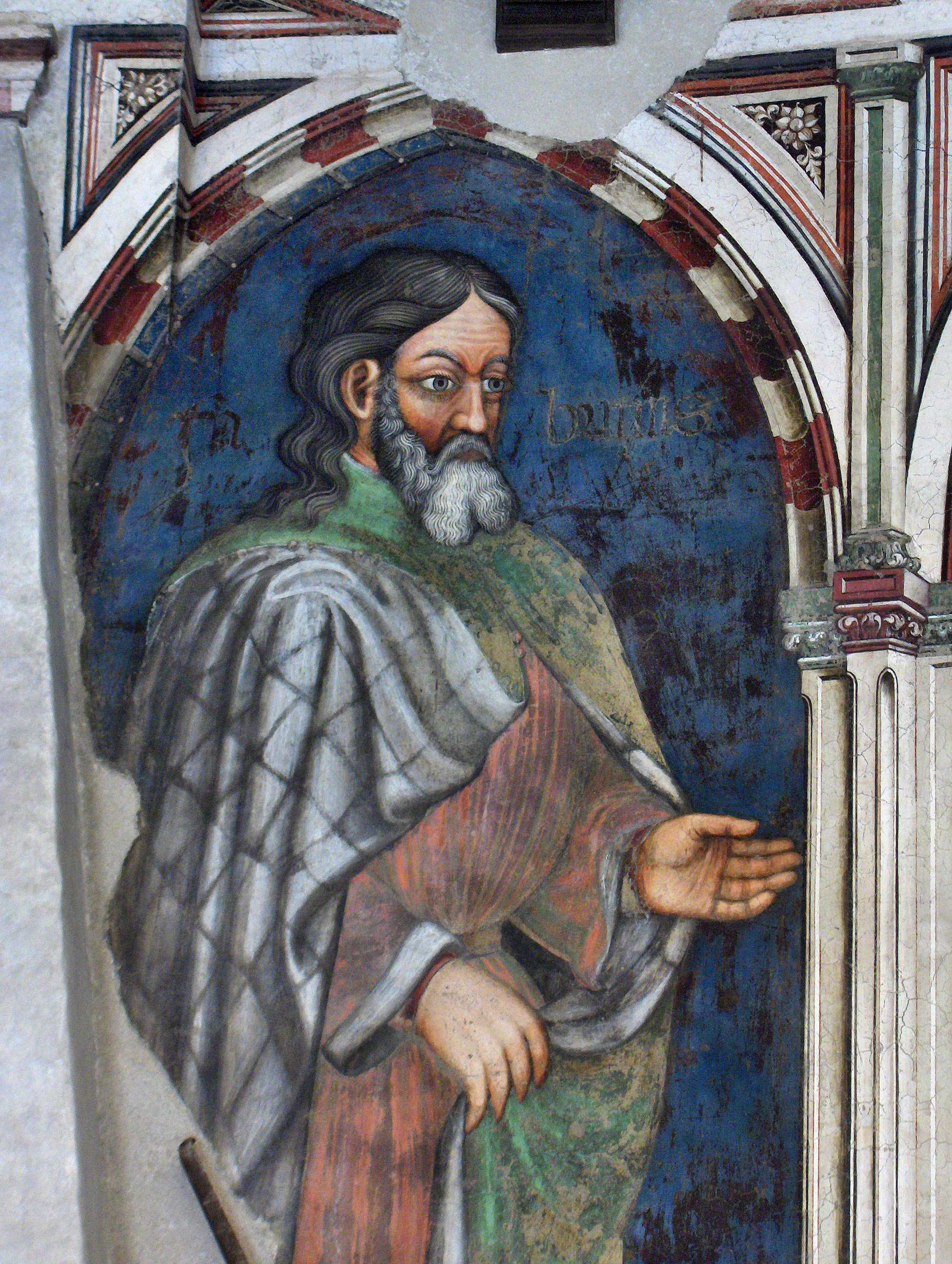
Cajus Fabricius, Fresko (um 1400) im Sala dei Giganti des Palazzo Trinci, Foligno, Italien

Weniger als einen Monat nach der letzten Vorstellung des Orlando am 5. Mai 1733 schied der berühmte Kastrat Senesino aus Händels Ensemble aus, nachdem er schon mindestens seit Januar mit einer in Planung befindlichen konkurrierenden Operntruppe, die am 15. Juni 1733 gegründet und bald als Opera of the Nobility („Adelsoper“) bekannt wurde, über einen Vertrag verhandelt hatte. In identischen Pressemitteilungen des The Bee und des The Craftsman vom 2. Juni heißt es:

“We are credibly inform’d that one Day last Week Mr. H–d–l, Director-General of the Opera-House, sent a Message to Signior Senesino, the famous Italian Singer, acquainting Him that He had no farther Occasion for his Service; and that Senesino reply’d the next Day by a Letter, containing a full Resignation of all his Parts in the Opera, which He had perform’d for many Years with great Applause.”

„Wie wir aus sicherer Quelle erfahren, hat Herr Händel, der Generaldirektor des Opernhauses, dem berühmten italienischen Sänger Signor Senesino letzte Woche eine Nachricht zukommen lassen,  in der er ihm mitteilt, dass er keine weitere Verwendung für seine Dienste hat; und dass Senesino am nächsten Tag brieflich antwortete, dass er alle seine Rollen in der Oper abgibt, welche er seit vielen Jahren mit großem Beifall gegeben hatte.“

Senesino schlossen sich fast alle anderen Sänger Händels an: Antonio Montagnana, Francesca Bertolli und die Celestina. Nur die Sopranistin Anna Maria Strada del Pò hielt Händel die Treue. Nachdem er von einer erfolgreichen Konzertreihe im Juli 1733 aus Oxford zurückgekehrt war, schrieb Händel eine neue Oper, Arianna in Creta, für die kommende Saison und bereitete gleich drei Pasticci mit Musik der „moderneren“ Komponisten Leonardo Vinci und Hasse vor, vielleicht, um die konkurrierende Adelsoper und ihren musikalischen Chef Porpora mit den eigenen Waffen zu schlagen.
Indes wartete London gespannt auf die neue Opernsaison, wie Antoine-François Prévost d’Exiles, Autor des berühmten Romans Manon Lescaut, in seiner Wochenschrift Le Pour et le Contre (Das Für und Wider) schreibt:

« L’Hiver (c) approche. On scait déja que Senesino brouill’re irréconciliablement avec M. Handel, a formé un schisme dans la Troupe, et qu’il a loué un Théâtre séparé pour lui et pour ses partisans. Les Adversaires ont fait venir les meilleures voix d’Italie; ils se flattent de se soûtenir malgré ses efforts et ceux de sa cabale. Jusqu’à présent ìes Seigneurs Anglois sont partagez. La victoire balancera longtems s’ils ont assez de constance pour l’être toûjours; mais on s’attend que les premiéres représentations décideront la quereile, parce que le meilleur des deux Théâtres ne manquera pas de reussir aussi-tôt tous les suffrages. »

„Der Winter steht vor der Tür. Es ist dem Leser bereits bekannt, dass es zwischen Senesino und Händel zum endgültigen Bruch gekommen ist, und dass ersterer eine Spaltung der Truppe auslöste und ein eigenes Theater für sich und seine Anhänger pachtete. Seine Gegner holten sich die besten Stimmen aus Italien; sie besitzen genug Stolz, um trotz der Machenschaften Senesinos und seiner Clique weitermachen zu wollen. Der englische Adel ist momentan in zwei Lager gespalten; es wird noch lange keine der beiden Parteien siegen, wenn alle entschlossen an ihrer Meinung festhalten. Doch man rechnet damit, dass die ersten Vorstellungen dem Streit ein Ende bereiten werden, denn das bessere der beiden Theater wird unweigerlich die Unterstützung aller auf sich ziehen.“

Händel und Heidegger stellten eilig eine neue Truppe und ein neues Repertoire zusammen. Margherita Durastanti, inzwischen Mezzosopranistin, über drei Jahrzehnte zuvor in Italien Händels Primadonna, in den frühen 1720er Jahren – vor der großen Zeit der Francesca Cuzzoni und Faustina Bordoni – die Hauptstütze der Royal Academy of Music, kehrte aus Italien zurück, obgleich sie ihren letzten Auftritt der Saison am 17. März 1724 mit den gesungenen Zeilen einer englischen Kantate abgeschlossen hatte:

“But let old Charmers yield to new, Happy Soil, adieu, adieu.”

„Doch lasst alte Zauberer den neuen weichen, leb wohl, leb wohl, du glücklicher Boden!“

Durch den fast kompletten Wechsel seines Ensembles, verblieb Händel für die Vorbereitung der neuen Spielzeit sehr wenig Zeit. Dazu kamen noch die Oratorienaufführungen in Oxford, die ihn den Juli über beschäftigten. Es ist anzunehmen, dass er die neue Spielzeit schon zeitiger geplant hatte, ohne etwas von der Kündigung seiner Sänger zu ahnen, denn der Fünf-Jahres-Vertrag, den er mit Heidegger im Jahre 1729 abgeschlossen hatte, lief ja noch, wenn auch in seinem letzten Jahr. Doch nun forderte die neue Situation, dass Händel mehr Opern produzieren musste, als er es in den letzten Jahren getan hatte. So kam es zu der ungewöhnlichen Situation, dass in dieser Saison drei Pasticci am Haymarket produziert wurden. Nach der Semiramide riconosciuta  und dem Caio Fabbricio sollte noch Arbace folgen.
Zu Beginn der Spielzeit hatte Händel seine neue Sängerriege vollständig. Zwei neue Kastraten, Carlo Scalzi und Giovanni Carestini, waren engagiert worden, und so konnte Händel am 30. Oktober, dem Geburtstag von König George (ein Tag, der üblicherweise mit einem fürstlichen Ball im St James’s Palace begangen wurde), mit dem Pasticcio Semiramide die Spielzeit eröffnen: zwei Monate vor seinen Konkurrenten, obwohl er neue Sänger hatte, die Adelsoper dagegen seine alte Truppe. Möglicherweise war sein ursprünglicher Plan, mit allen seinen sieben Sängern im Caio Fabbricio die Spielzeit zu eröffnen, aber da der Darsteller der Titelfigur, Gustav Waltz, vorübergehend nicht verfügbar war (er hatte eine parallele Verpflichtung am Drury Lane Theatre), musste Händel wohl umdisponieren. So hatte die Bearbeitung der Oper von Hasse am 4. Dezember 1733 im King’s Theatre am Haymarket Premiere. Wie schon zuvor Semiramide fiel auch dieses Pasticcio durch und erreichte ebenfalls nur vier Aufführungen.
Besetzung der Uraufführung
- Pirro – Giovanni Carestini, genannt „Il Cusanino“ (Mezzosoprankastrat)
- Sestia – Anna Maria Strada del Pó (Sopran)
- Volusio – Carlo Scalzi, genannt „Il Cichione“  (Soprankastrat)
- Caio Fabbricio – Gustav Waltz (Bass)
- Bircenna – Margherita Durastanti (Mezzosopran)
- Turio – Maria Caterina Negri (Alt)
- Cinea – Maria Rosa Negri (Mezzosopran)

Es stellt sich die Frage, warum Händel so viele Opern anderer Komponisten statt seiner eigenen auf die Bühne brachte. Nach der Eröffnung der Spielzeit mit Semiramide gab es eine Wiederaufnahme seines Ottone (13. November). Nach Caio Fabbricio aber war seine Antwort auf Porporas Arianna in Nasso (am 1. Januar 1734 bei der Adelsoper) nicht seine eigene Arianna – obwohl diese längst abgeschlossen war –, sondern Vincis Arbace am 5. Januar. Er wollte Porporas neuer Musik und dem aktuellen Geschmack der Adelsoper bewusst nicht seine, sondern die moderne, von der Melodie dominierte und weniger kontrapunktische Schreibweise des „gegnerischen“ Lagers, noch dazu deren populärste Gesänge der vergangenen Jahre, entgegensetzen. Doch Händels Berechnung scheint in diesem Punkt nicht ganz aufgegangen zu sein, denn nur Arbace – unter dem originalen Titel Artaserse war es bald der beliebteste Opernstoff Italiens –, hatte mit acht Vorstellungen einen gewissen Eindruck gemacht. Die Hoffnungen, die Konkurrenz mit deren eigenen Waffen in Schach halten zu können, wurden also enttäuscht. Händels Anhänger waren auf dessen Kompositionen fixiert, während diejenigen, die er mit der Musik der neuen Italiener zu gewinnen hoffte, nicht zuletzt aus Loyalität zur Konkurrenz fernblieben.

## Libretto
Textvorlage für die Oper ist Apostolo Zenos „dramma per musica“ Cajo Fabricio, erstmals aufgeführt am 4. November 1729 im Wiener Hoftheater mit Musik von Antonio Caldara. Die im Textbuch zu dieser Aufführung wiedergegebene Textfassung entspricht weitgehend, aber nicht in allen Details, dem Text der Zeno-Werkausgabe „Poesie drammatiche“ von 1744. Hasses Oper, am 12. Januar 1732 in Rom uraufgeführt, die Grundlage für Händels Fassung,  war nach Ausweis der erhaltenen Libretti erst die zweite Vertonung dieses Textes. Ein Vergleich des Librettos zu Hasses Oper mit dem Textbuch der nur gut zwei Jahre zuvor aufgeführten ersten Vertonung zeigt ungewöhnlich umfangreiche Abweichungen; Urheber dieser Änderungen war der römische Dichter Niccolò Coluzzi, der hierfür ein Honorar von 30 Scudi erhielt. Coluzzi hat wie üblich in vielen Szenen einzelne Rezitativpassagen bis hin zu einer ganzen Szene gestrichen; die gestrichenen Verse sind im römischen Textbuch teils in den üblichen Virgolette abgedruckt, teils gänzlich ausgelassen. Daneben hat er zahlreiche Verse im Wortlaut verändert. Das Spektrum reicht hier vom punktuellen Austausch einzelner Worte bis hin zur substantiellen Überarbeitung und Neudichtung längerer Passagen und betrifft zum Teil auch Abschnitte, die von Hasse nicht vertont wurden und im Libretto entsprechend gekennzeichnet sind. Außerdem erhielten Volusio am Ende des zweiten Aktes und Cajo Fabricio im dritten Akt noch je eine zusätzliche Soloszene. Schließlich sind der größte Teil der Arientexte ausgetauscht. Auch die den zweiten Akt eröffnende Chor- und Ballszene wurde ganz neu gedichtet; Hasse hat aber nur die ersten beiden Verse des neuen, recht umfangreichen Textes vertont, während die restlichen Verse im Libretto mit Virgolette versehen sind. Insgesamt unterscheidet sich diese Textbearbeitung qualitativ deutlich von der sonst in Italien üblichen Art und Weise, ältere Textbücher für neue Vertonungen und Aufführungen einzurichten. Es ist freilich zu bedenken, dass es sich bei der Vorlage um eine Dichtung Zenos handelt, dessen Vokabular vielleicht schon damals bisweilen etwas antiquiert erschien, sodass Coluzzi möglicherweise eine gründlichere Bearbeitung und „Modernisierung“ wünschenswert erschien.
Zenos Vorlage wurde später unter anderem noch von Pietro Antonio Auletta (Turin 1743), Paolo Scalabrini (Graz 1743), Carl Heinrich Graun (Berlin 1746) und Gian Francesco de Majo (Livorno 1760) vertont.
Eine andere Episode aus Pyrrhos‘ Leben behandelt sein Libretto Pirro, welches von Giuseppe Aldrovandini (Venedig 1704) und Francesco Gasparini (Rom 1717) in Musik gesetzt wurde.

## Handlung

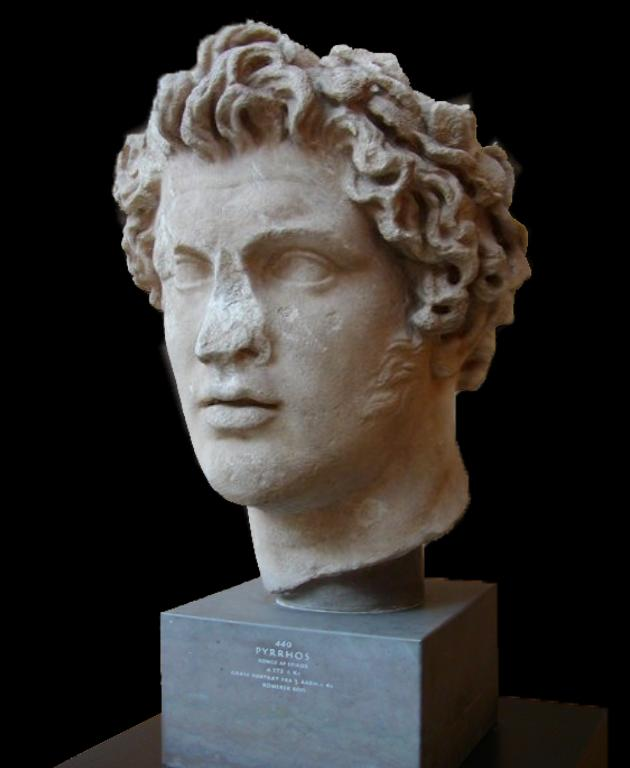
Marmorbüste des Pyrrhus, Ny Carlsberg Glyptotek, Kopenhagen

### Historischer und literarischer Hintergrund
Der historische Rahmen für die weitgehend erfundene Handlung der Oper geht zurück auf die Rômaïkề Archaiología (19. Buch, Kapitel 13) des Dionysios von Halikarnassos, der Biografie des Pyrrhus in Plutarchs Bíoi parálleloi (Parallele Lebensbeschreibungen), dem 9. Buch von Ab Urbe Condita von Titus Livius und der Historia Romana (9. Buch, Fragment 39) des Cassius Dio.
Unteritalien war im dritten Jahrhundert v. Chr. mit zahlreichen griechischen Dörfern und Städten besiedelt (Magna Graecia) und somit Interessensphäre der Griechen. Nachdem Rom seine Herrschaft in Mittelitalien gefestigt hatte, versuchte es, seinen Einfluss auch auf Unteritalien auszudehnen. Als Rom den Siedlungen Thurii, Locri und Rhegium zu Hilfe kam, verletzten sie damit die Interessensphäre Tarents. Im Jahr 282 v. Chr. kam es zu einem Überfall auf die römische Flotte im Hafen von Tarent (den sie laut einem Vertrag von 303 v. Chr. eigentlich nicht anlaufen durfte), der den Pyrrhischen Krieg auslöste.
Daraufhin rief Tarent König Pyrrhus von Epirus zu Hilfe, der eine Möglichkeit sah, sein Königreich zu erweitern. Pyrrhus landete mit 20.000 Söldnern, 3000 thessalischen Reitern und 26 Kriegselefanten in Süditalien und übernahm den Oberbefehl. Nachdem die Römer 280 v. Chr. bei Herakleia geschlagen worden waren, war Gajus Fabricius Luscinus Führer der römischen Gesandtschaft, die mit dem König verhandelte. Er verweigerte die Friedensbedingungen des Pyrrhos und wohl auch das Lösegeld sowie den Austausch von Gefangenen. Plutarch berichtet, dass Pyrrhos so davon beeindruckt war, Fabricius nicht bestechen zu können, dass er die Gefangenen sogar ohne Lösegeld freiließ.
Der Krieg, der zwischen 280 und 275 v. Chr. tobte, war ein bedeutender Vorbote der Punischen Kriege, da Rom sich durch seinen letztendlichen Sieg als eine militärische Großmacht etablierte, und damit unausweichlich auf eine Konfrontation mit der anderen Großmacht im Mittelmeerraum, Karthago, zusteuerte (Pyrrhischer Krieg).
Die späteren römischen Historiker lobten Fabricius hoch zu einer tugendhaften Lichtgestalt von urrömischer Sittenstrenge und schmückten seine Biografie entsprechend aus. Besonders hervorgehoben wurden seine diplomatischen Aktivitäten rund um König Pyrrhos und der durch Cienas eingeleiteten Verhandlungen nach der Schlacht bei Asculum (279 v. Chr.). Als besonders bezeichnend für seine Rechtschaffenheit, Unbestechlichkeit sowie seine unerschrockene Kühnheit hob man jene Episode hervor, in der ein Verräter den fremden König vergiften wollte, Fabricius diesen jedoch mit einer Warnung zurückschickte.
Sein Gegenüber Pyrrhus galt allgemein als ein hochtalentierter General und Stratege. Seine Siege gegen die römischen Truppen waren jedoch mit hohen Verlusten verbunden (daher der Ausdruck Pyrrhussieg), zuletzt musste er die Besiegten um Frieden bitten. Diese Bitte wurde aber vom römischen Senat abgewiesen. In der Schlacht bei Beneventum, 275 v. Chr. wendete sich das Blatt und die Griechen erlitten eine entscheidende Niederlage, die Pyrrhus dazu veranlasste, Italien zu verlassen und nach Epirus zurückzukehren.
Rom sah auf den insgesamt erfolgreichen Abwehrkampf gegen Pyrrhus mit Stolz zurück. Pyrrhus wurde von den römischen Historikern auch nicht verunglimpft, wie sonst manch anderer Gegner Roms, während die griechische Welt durch dieses Ereignis auf die neue Macht Rom aufmerksam wurde.

### Inhalt
Pirro, König von Epirus, ist der Führer der Tarentiner und anderer italienischer Griechen in ihrem Krieg gegen Rom. Nach einem großen griechischen Sieg entsendet Rom den hochgeschätzten Staatsmann Caio Fabbricio, um mit Pirro zu verhandeln. Unter den römischen Gefangenen ist auch Fabbricios Tochter Sestia, in welche sich Pirro verliebt. Nach einem erfolglosen Versuch, Fabbricio mit Kostbarkeiten zu bestechen, schlägt Pirro vor, er könne doch Sestia heiraten, was dieser aber entrüstet ablehnt. Für seine Tochter sieht Fabbricio in dieser Situation als einzigen Ausweg den Selbstmord und so steckt er ihr einen Dolch zu. Als Sestia in auswegloser Situation die Selbsttötung vollziehen will, rettet ihr tot geglaubter Geliebter Volusio sie vor dem Tod. Der möchte nun den Tyrannen töten, jedoch aus Eifersucht (also einem sinnlichen Affekt), nicht aus moralischen Gründen. Deshalb verwehrt Sestia ihm die Tat.
Pirros Verlobte Bircenna, verkleidet als „Glaucilla“, verbündet sich mit Turio, einem Tarentiner, der Pirro für seine Störungen der Sitten und Gebräuche in Tarent hasst. Turio macht Fabbricio das Angebot, er könne Pirro doch verraten; Fabbricio möchte dieses Angebot schriftlich haben. Volusio wird entlarvt, als er bei einem von Bircenna und Turio angeordneten Attentat eingreift und dem Tyrannen auf diese Art sogar das Leben rettet. Turio verhilft Sestia und Volusio zur Flucht, aber Fabbricio bringt sie zu Pirro zurück und Volusio wird wieder gefangen genommen. Auf Pirros Befehl hin muss Fabbricio nun das Urteil über Volusio fällen. Nachdem er erfahren hat, dass Volusio den Tyrannen aus Eifersucht und nicht aus moralischen Gründen töten wollte, fällt er das Todesurteil über seinen vom blinden Affekt geleiteten potentiellen Schwiegersohn. Alles scheint verloren, bis Fabbricio Pirro das Schreiben Turios überreicht, welches dessen Verrat und Mordplan enthüllt. Pirro ist von so viel römischer Tugend beeindruckt und begnadigt alle. Er lässt Sestia und Volusio sowie die anderen römischen Gefangenen frei und es gibt sogar Hinweise auf eine zukünftige Versöhnung mit Bircenna.

### Argomento
„Pirrus König von Macedonien und Epirus, ward von den Tarentinern und andern Italiänischen Völkern, welche gegen die Römer Krieg führten, zu Hülfe geruffen, und lieferte den Römern eine blutige Schlacht, in welcher er mit Mühe den Sieg erhielt. Er selbst würde von einem tapferen Römischen Ritter (welcher Volusius hieß) in derselben seyn umgebracht worden, wenn er nicht die Vorsicht gebraucht, einen von seinen Freunden, den Megacles, mit dem Königl. Mantel zu bekleiden, welcher auch an seiner Stelle von Volusius erschlagen wurde. Nach der Schlacht ließ er den Römern durch den berühmten Redner Cineas Friede anbieten, welche aber denselben hartnäckig ausschlugen. Dem Cienas folgten bald nach seiner Rückreise zum Pirrus, die Römischen Gesandten, deren Haupt der Cajus Fabricius ein berühmter Römischer Rathsherr war, welcher, ob er gleich alle Stufen der Ehrenstellen durchgegangen war, sich dennoch in der äussersten Armuth befand. Pirrus versuchte es ihn durch Anbietung grosser Schätze zu gewinnen, allein umsonst; vielmehr nöthigte die Tugend dieses Mannes den König, den Frieden, wie ihn die Römern haben wollten, anzunehmen. Alles dieses beruhet in der Geschichte. Alles übrige was zur Verwicklung des Schauspiels dient, ist eine Erfindung.
Der Schauplatz stellet vor die Apulische Stand Tarent in Italien.
Die Zeit ist der Tag da man die Saturnalischen Feste hielt.
Das Schauspiel rührt ursprünglich von dem berühmten Hrn. Apostolo Zeno her.“

### Handlungsaufbau
Die Haupthandlung der Oper wird aus den gegensätzlichen Charakteren zweier Figuren entwickelt: Einerseits ist es der dekadente Tyrann Pirro, der im Auftrag der ebenfalls in Dekadenz versunkenen Republik Tarent Krieg gegen die Römer führt. Die römische Tugend findet andererseits ihre Verkörperung in Caio Fabbricio. Durch diese beiden Figuren entsteht eine Werteopposition zwischen Tyrannei und Freiheit bzw. zwischen Sinnlichkeit (Liebe) und Tugend.
Es könnte bei oberflächlicher Betrachtung der Eindruck entstehen, dass die Liebesthematik, zu der Zeno noch eine Nebenhandlung entwirft, in der Turio, das Oberhaupt Tarents, sich in Bircenna, die Braut Pirros, verliebt, und nicht die Opposition Tugend – Sinnlichkeit das Zentrum der Oper bilde. Damit entspräche Zenos Libretto dem klassischen venezianischen Schema einer doppelten Dreieckskonstellation. Zwar lässt sich diese Konstellation tatsächlich ausmachen (Pirro – Sestia – Volusio / Pirro – Bircenna – Turio), doch wird in diesen Figurenkonstellationen die Liebe nicht als dramatischer Selbstzweck, sondern als zu überwindende Passion eingeführt. Turio bezwingt seine Liebe zu Bircenna, er zieht den Ruhm vor. Volusio muss durch seine Liebe zu Sestia erkennen, dass nicht die Leidenschaften, sondern die vernünftige Tugend die Richtschnur des Handelns bilden sollte. Gleichwohl bleibt Caio Fabbricio durch die angedeutete doppelte Dreieckskonstellation der traditionellen venezianischen Oper verhaftet. Die plötzliche Milde des Tyrannen am Ende der Oper, die gegen seinen Charakter verstößt und ein klares Zugeständnis an die lieto-fine-Ästhetik der italienischen Oper darstellt, bleibt fragwürdig.

## Musik
Händels Partitur beruht auf einem Manuskript, welches er kurz zuvor von seinem Freund und späteren Librettisten Charles Jennens erworben hatte. Dieses Manuskript, heute in der Newberry Library in Chicago, enthält alle achtundzwanzig Arien Hasses (mit dem Vermerk, dass Volusios Arie Nocchier che teme assorto, Nr. 14, von Porpora ist), aber es fehlen die Ouvertüre, zwei Chöre und die Rezitative.
Händels Bleistift-Notizen in dieser Partitur geben Hinweise auf seine Umstellungen und Striche. Im Wesentlichen behielt er die Musik der Originalpartitur Hasses bei, die nur den Erfordernissen seines Ensembles entsprechend transponiert und eingerichtet werden mussten, was infolge Zeitmangels nicht immer korrekt in der Direktionspartitur vermerkt ist. Zuerst wollte Händel wohl die meisten der Hasse-Arien verwenden, aber letztlich blieben nur dreizehn übrig, während auf Wunsch der Sänger sieben Arien von Tommaso Albinoni, Francesco Corselli, Hasse, Leonardo Leo und Leonardo Vinci aufgenommen wurden. Carestini sang zwei Arien, die Vinci für Caffarelli komponiert hatte und wie schon in Semiramide, bekam er auch in Caio Fabbrico einen „Last Song“ (Vorrei da lacci scioglere, Nr. 21, von Leo). Dafür fielen drei Pirro-Arien Hasses dem Rotstift zum Opfer. Die Titelrolle, ursprünglich vom Kastraten Domenico Annibali gesungen, wurde von Händel für den stimmlich nicht so herausragenden Bassisten Waltz auf eine einzige Arie beschnitten. Eine vorgesehene zweite Arie musste wegfallen, da diese zuvor in Semiramide eingefügt worden war. Schon in einem frühen Stadium ist die Zuweisung der Rollen der Bircenna und des Turio an Margherita Durastanti und Maria Caterina Negri vertauscht worden, nachdem die Durastanti vermutlich der dramatisch weniger wichtigen Rolle des Turio widersprochen hatte. Dennoch wurde auch ihre neue Rolle auf nur noch drei Arien gekürzt, während die Negri auf zwei reduziert wurde. Fast sämtliche Rezitative wurden von Händel neu vertont und eigenhändig in die Direktionspartitur eingetragen. Wie schon in Semiramide sind diese wieder außerordentlich gut gelungen und enthalten viele geschickte dramatische Momente. Die Ouvertüre („Sinfonia“), die in der Direktionspartitur nur als Basso-Stimme überliefert ist, entstammt einer unbekannten Vorlage und konnte bisher nicht identifiziert werden (ebenso wie der Schlusschor); sie wurde nachträglich in die Partitur eingefügt.
Der in der Verfahrensweise grundlegende Unterschied zu Semiramide ist, dass Händel dort von vornherein ein Drittel der Arien aus anderen Opern entnahm, während er in Caio Fabbricio dies nicht vorhatte und erst später durch die Umbesetzung von Rollen und Sonderwünsche der Sänger dazu gezwungen wurde.

## Händel und das Pasticcio
Das Pasticcio war für Händel eine Quelle, von der er in dieser Zeit, da ihn die Konkurrenz-Situation mit der Adelsoper unter Druck setzte, häufiger Gebrauch machte. Sie waren weder in London noch auf dem Kontinent etwas Neues, aber Händel hatte in den Jahren zuvor bisher nur eines, L’Elpidia, ovvero Li rivali generosi im Jahre 1724 herausgebracht. Jetzt lieferte er innerhalb von fünf Jahren gleich sieben mehr: Ormisda 1729/30, Venceslao 1730/31,  Lucio Papirio dittatore im Jahre 1731/32, Catone 1732/33, und nun nicht weniger als drei, Semiramide riconosciuta, Caio Fabbricio und Arbace 1733/34.
Händels Arbeitsweise bei der Konstruktion der Pasticci war sehr verschieden, alle Stoffe aber basieren auf in den europäischen Opernmetropolen vertrauten Libretti von Zeno oder Metastasio, denen sich viele zeitgenössische Komponisten angenommen hatten – vor allem Leonardo Vinci, Johann Adolph Hasse, Nicola Porpora, Leonardo Leo, Giuseppe Orlandini und Geminiano Giacomelli. Händel komponierte die Rezitative oder bearbeitete bereits vorhandene aus der gewählten Vorlage. Sehr selten schrieb er eine Arie um, in der Regel, um sie einer anderen Stimmlage und Tessitur anzupassen. Wo es möglich war, bezog er das Repertoire des betreffenden Sängers in die Auswahl der Arien mit ein. Meist mussten die Arien, wenn sie von einem Zusammenhang in den anderen transferiert oder von einem Sänger auf den anderen übertragen wurden, transponiert werden. Auch bekamen diese mittels des Parodieverfahrens einen neuen Text. Das Ergebnis musste durchaus nicht immer sinnvoll sein, denn es ging mehr darum, die Sänger glänzen zu lassen, als ein stimmiges Drama zu produzieren. Abgesehen von Ormisda und Elpidia, die die einzigen waren, welche Wiederaufnahmen erlebten, waren Händels Pasticci nicht besonders erfolgreich – Venceslao und Lucio Papirio dittatore hatten nur je vier Aufführungen – aber wie auch Wiederaufnahmen, erforderten sie weniger Arbeit als das Komponieren und Einstudieren neuer Werke und konnten gut als Lückenbüßer oder Saisonstart verwendet werden oder einspringen, wenn eine neue Oper, wie es bei Partenope im Februar 1730 und Ezio im Januar 1732 der Fall war, ein Misserfolg war.
Händel Pasticci haben ein wichtiges gemeinsames Merkmal: Die Quellen waren allesamt zeitgenössische und populäre Stoffe, welche in jüngster Vergangenheit von vielen Komponisten, die im „modernen“ neapolitanischen Stil setzten, vertont worden waren. Er hatte diesen mit der Elpidia von Vinci in London eingeführt und später verschmolz dieser Stil mit seiner eigenen kontrapunktischen Arbeitsweise zu jener einzigartigen Mischung, welche seine späteren Opern durchdringen.

## Orchester
Zwei Oboen, zwei Hörner, Streicher, Basso continuo (Violoncello, Laute, Cembalo).